# Torneo Provincial de Chile
El Torneo Provincial de Chile fue un certamen local de fútbol organizado por la Asociación Central de Fútbol que se disputó desde 1968 a 1970 como primera fase del campeonato nacional entre los equipos de provincias de Chile de la Primera División de esos años.
Los primeros cinco equipos del torneo clasificaban al Torneo Nacional o final, mientras los restantes disputaban el Torneo Promocional. En el caso de los campeonatos de 1969 y 1970, luego de jugar el Torneo Nacional, los primeros lugares de este disputaban una Liguilla Final, de la cual, el que obtenía más puntos, resultaba campeón nacional.
Su símil fue el Torneo Metropolitano, disputado exclusivamente por equipos de Santiago, cuyos ganadores también clasificaban al Torneo Nacional o final.

## Historial
Esta tabla muestra los principales resultados de cada Torneo Provincial de Chile. Para más información sobre un torneo en particular, véase la página especializada de ella en Detalle.
| Año          | Campeón             | Subcampeón         | Tercer lugar       | Cuarto lugar       | Quinto lugar    |
| ------------ | ------------------- | ------------------ | ------------------ | ------------------ | --------------- |
| 1968 Detalle | Deportes Concepción | Green Cross-Temuco | Santiago Wanderers | Huachipato         | Everton         |
| 1969 Detalle | Rangers             | Green Cross-Temuco | Everton            | Huachipato         | Unión La Calera |
| 1970 Detalle | Deportes Concepción | Green Cross-Temuco | Huachipato         | Deportes La Serena | Everton         |

## Palmarés
| Equipo              | Campeón         | Subcampeón            |
| ------------------- | --------------- | --------------------- |
| Deportes Concepción | 2 (1968 y 1970) | 0                     |
| Rangers             | 1 (1969)        | 0                     |
| Green Cross-Temuco  | 0               | 3 (1968, 1969 y 1970) |